# Erik Klipping
Erik Klipping (født 1249 på Lolland, myrdet 22. november 1286 i Finderup) kendt som Erik 5. eller Erik Glipping var dansk konge fra 1259 til 1286. Han var søn af kong Christoffer 1. og dronning Margrete Sambiria ("Sprænghest").
Han er mest kendt for at være myrdet af ukendte gerningsmænd i Finderup Lade i 1286. Han blev begravet i Viborg Domkirke.

## Navn
Der er mange bud på hans tilnavn "Klipping" eller "Glipping". Den mest udbredte forklaring er, at han fik tilnavnet "Klipping", fordi han klippede landets mønter som en devaluering. Andre mener, at Klipping betyder et klippet fåreskind, men hvorfor kongen skulle få navn efter et fåreskind står hen i det uvisse, og forklaringen virker vag.
I begyndelsen af det 16. århundrede blev navnet fortolket som "den rasende" og senere som "forføreren". Det hænger givetvis sammen med historien om, at han skulle have krænket marsk Stigs hustru.

## Styre
Erik 5. blev hyldet som ganske lille. Da hans far Christoffer døde i 1259 (ifølge et rygte blev han myrdet af Abbed Arnfast fra Ryd Kloster), var Erik umyndig og kunne ikke overtage tronen. Ved dom blev det bestemt, at hans mor, der var datter af Sambor 2. af Pommern, skulle regere landet på vegne af Erik, til han blev myndig.
Hun måtte arbejde hårdt for at beholde sin søn på tronen, da hun blev modarbejdet fra mange sider. Ærkebiskop Jacob Erlandsen var fængslet af Christoffer 1., men kunne alligevel trække i trådene. Den tidligere konges søn Erik Abelsøn og hertug Valdemar af Sønderjylland gjorde krav på Sønderjylland og fik hjælp af holstenerne.
Fyrst Jaromar udnyttede situationen og samlede en hær af vendere. Sammen med hertug Erik Abelsøn af Slesvig (søn af kong Abel) invaderede de Sjælland. Enkedronning Margrete samlede en hær for at standse invasionen, men led nederlag i slaget ved Næstved i 1259. Det lykkedes venderne at trænge bryde igennem Københavns forsvarsværker ved det senere Jarmers Tårn. Herfra drog de videre til Skåne og Bornholm og fortsatte plyndringerne. Jaromar påkaldte han sig en kvindes vrede, fordi han have dræbt hendes mand, og hun dræbte ham. Herefter trak venderne sig tilbage til Rügen.
Efter invasionen troede hertug Valdemar, at kronen var svækket og begyndte et oprør. Margrete og Erik måtte samle endnu en hær og drage til Jylland, hvor de besejrede hertugen. Mens fredsforhandlingerne var i gang, samledes Valdemars allierede holstenere til angreb. Den 28. juli 1261 led enkedronningen og hendes søn et knusende nederlag ved Lohede og blev taget til fange.
De blev holdt i fangenskab i Hamborg, men det lykkedes Margrete at sikre sig hjælp fra hertug Albrecht af Braunschweig, og hun vendte tilbage til Danmark. Erik blev sat fri i 1264, muligvis mod at ægte markgreve Johans datter Agnes af Brandenburg uden medgift. Han var nu blevet myndig og kunne regere landet på egen hånd. Men det var i mange år reelt enkedronningen, der styrede landet. Erik blev kronet, men den mægtige ærkebiskop Jakob Erlandsen, som nu var løsladt af Margrete, bandlyste de bisper, der havde deltaget i kroningen. I 1269 udskrev han Riber Ret, som omhandlede lovene i Ribe.
I 1273 hentede Erik sin Agnes hjem, og ikke længe efter fødtes deres første søn, Erik, der senere arvede tronen under navnet Erik Menved (Erik 6.).
I 1272 døde hertug Erik af Jylland, og i 1274 blev Jakob Erlandsen dræbt på vej hjem fra Rom. Begge var magtfulde og havde modarbejdet kronen. Kong Erik fik formynderskabet over hertug Eriks børn og fik magt over hertugdømmet Jylland.
Efter kroningen blandede Erik sig i en strid i Sverige, hvor Valdemar Birgersson og Magnus Ladelås kæmpede om magten. Erik støttede først Magnus og siden Valdemar. I 1277 hærgede danske styrker langt ind i Sverige i krigen, der blev kaldt 6000-marks krigen. For at finansiere kampene foretog Erik møntforringelse, der muligvis har givet ham hans tilnavn: han lod klippe noget af mønterne, så de blev kantede. Til sidst tvang Erik kirken til at låne sig penge.
I 1279 den 9. august blev Gråbrødre Kloster i Odense indviet. Grunden var skænket af Erik som ved samme lejlighed udvalgte sit gravsted foran alteret. Beslutningen blev truffet i flere af hans mænds nærværelse og stadfæstedes yderligere på det fynske landsting.
Erik blev upopulær hos stormændene, og i 1282 lykkedes det dem at tvinge ham til at love at afholde årlige møder – danehoffer – med dem.

### Den første håndfæstning i Danmark
Kong Erik blev som den første tvunget til at underskrive en håndfæstning, der er Danmarks Magna Carta. Heri forpligtede han sig til regelmæssigt at rådføre sig med stormændene. Det, der senere blev til Rigsrådet, blev ligestillet med kongen som den øverste myndighed i landet. Desuden blev bøndernes ret bedre sikret, og flere fyrster fik noget ud af håndfæstningen: Valdemar Eriksøn fik sin families hertugdømme i Jylland, og junker Jakob fik Nørrehalland.
Kongen skal ifølge håndfæstningen indkalde "rigets bedste mænd" til danehof og regere landet sammen med dem. Landstingene havde nu udspillet deres rolle, og det var ikke længere bønderne, der valgte kongen. Men skikken med at hylde kongen på tinge fortsatte.
Til 1284 måtte kongen vige og bøje sig i alle sager, men da hertug Valdemar gjorde krav på både Als og krongodset i Sønderjylland, satte kongen sig imod og ved en dom ved danehoffet, tabte hertugen. Herefter forsøgte han med magt at få sit krav igennem. Da han i 1285 rejste til Sverige for her (eller i Norge) at finde støtte, blev han taget til fange og sat på Søborg Slot. Året efter blev han løsladt mod, at han bøjede sig for kongen vilkår og sværgede troskab til kronen.

## Mordet i Finderup Lade
Under en jagt d. 22. november 1286 (Sct. Cæcilienat) søgte kong Erik og hans følge ly i en lade ved Finderup. Her blev Erik myrdet af ukendte gerningsmænd med 56 stik. Efter sigende skal han have overnattet i en jagthytte i den nuværende landsby Grønbæk. Bygningen er blevet kendt som Erik Glippings jagthus, navngivet efter kongen.
Motivet og mordernes identitet har været årsag til mange spekulationer.
Ved danehoffet i Nyborg året efter (1287) blev der fældet dom over ni stormænd, hvoraf kun én blev beskyldt for at have dræbt kongen. De andre blev beskyldt for meddelagtighed. Alle som én erklærede de sig uskyldige.
De dømte var
- Grev Jakob af Halland
- Stig Andersen, der var Eriks marsk og blev regnet som bagmanden
- Ridder Peder Jakobsen
- Ridder Peder Porse
- Ridder Niels Hallandsfar
- Ridder Niels Knudsen
- Væbner Rane Jonsen
- Væbner Aage Kakke
- Væbner Arved Bengtsen, der blev beskyldt for at have ført kniven

De blev alle dømt fredløse og flygtede til Norge, hvor de ventede på en passende lejlighed til at vende tilbage. Få år senere begyndte De fredløses krig, hvor den norske konge Erik Præstehader og de dømte stormænd gennemførte en række succesfulde angreb på danske kystbyer og overtog kontrollen med Nørrehalland.
Striden om de dømtes uskyld og motivet til mordet har været diskuteret lige siden. Den mest udbredte forklaring er, at stormændene var utilfredse med kongen og ikke brød sig om, at han blev stærkere. Det er foreslået, at Erik Klipping skulle have krænket marsk Stigs hustru, og at det skulle være motivet til mordet. Den forklaring var i romantikken den mest fremtrædende og emnet i operaen Drot og Marsk. En tredje forklaring er, at de dømte var tvunget til at skride til handling for at beskytte deres egen position og magtbase, som var støttet af den nordtyske Landefreds parter, så længe hertug Valdemars holdt sig i ro - en støtte som truedes af hans oprørsforsøg mod kongen.
Det er også blevet foreslået, at den egentlige bagmand aldrig blev dømt, da han havde magt til at dømme en uskyldig og selv gå fri. Hertugen af Sønderjylland, den norske konge og dronning har været nævnt.
Da Erik Klipping døde, blev hans ældste søn Erik Menved på 12 år konge. Han blev rådgivet af Hertug Valdemar.

## Eftermæle
Erik og Agnes havde fem børn. Den ældste søn, Erik Menved, overtog tronen efter sin far, men blev fordrevet af sin bror Christoffer 2. Hans søn Valdemar døde 1304. Hans datter Margrete blev gift med Birger Magnusson af Sverige, der senere blev konge. En anden datter, Regitse, ægtede fyrst Niels af Werle, fra hvem Christian 1. nedstammer. Agnes giftede sig anden gang i 1293 med Gerhard 2. af Holsten og fik Johan den Milde.
Erik Klippings lig blev ført til Viborg Domkirke, hvor han blev begravet i krypten. Her lå han, til kirken brændte i 1726, og hans jordiske rester blev flyttet til en muret grav bag alteret.
I Finderup blev der bygget et bodskapel, den senere sognekirke, men det blev revet ned midt i 1500-tallet. I 1891 rejste rigmanden Thor Lange et 2,7 m højt granitkors kaldet Finderupkorset, der hvor han mente, mordet fandt sted.
Mordet, der var det sidste kongemord i Danmarkshistorien, har inspireret forfattere, malere, komponister og digtere. Folkeviserne er som alle andre uenige om de dømtes skyld, og en lyder: "Nu stander landet i våde"; visen er fuld af harme over dem, der "sveg deres rette herre". En anden vise siger: "Min ædelig herre, hin unge hr. Marstig" og fremstiller marsken som uskyldigt anklaget. Men de ældste viser er enige om, at mordet er politisk.
De uaktuelle nyheder lavede et spoof på opklaringen af mordet, hvor Rejseholdet bestående af Allan Fischer (spillet af Mads Mikkelsen) og Thomas la Cour (spillet af Lars Brygmann) efterforsker det 700 år efter. Bl.a. ved en fantomtegning (der har en påfaldende lighed med Otto Baches maleri) af morderne, der blevet lavet ud fra en øjenvidneberetning, som var arvet fra en tip-tip-tip... oldemor.

## Anetavle
| P                         | I                      | II                               | III                                             |
| ------------------------- | ---------------------- | -------------------------------- | ----------------------------------------------- |
| Proband: Erik 5. Klipping | Far: Christoffer 1.    | Farfar: Valdemar 2. Sejr         | Farfars far: Valdemar den Store                 |
| Proband: Erik 5. Klipping | Far: Christoffer 1.    | Farfar: Valdemar 2. Sejr         | Farfars mor: Sofia af Minsk                     |
| Proband: Erik 5. Klipping | Far: Christoffer 1.    | Farmor: Berengária af Portugal   | Farmors far: Sancho 1. af Portugal              |
| Proband: Erik 5. Klipping | Far: Christoffer 1.    | Farmor: Berengária af Portugal   | Farmors mor: Dulce af Aragonien                 |
| Proband: Erik 5. Klipping | Mor: Margrete Sambiria | Morfar: Sambor 2. af Pommern     | Morfars far: Mestwin 1. af Pommern              |
| Proband: Erik 5. Klipping | Mor: Margrete Sambiria | Morfar: Sambor 2. af Pommern     | Morfars mor: Swinisława af Pommern              |
| Proband: Erik 5. Klipping | Mor: Margrete Sambiria | Mormor: Mechtilde af Mecklenburg | Mormors far: Henrik Burwin 2. af Mecklenburg    |
| Proband: Erik 5. Klipping | Mor: Margrete Sambiria | Mormor: Mechtilde af Mecklenburg | Mormors mor: Kristina, fyrstinde af Mecklenburg |